# 吉卡尔加查乌帕齐拉
吉卡爾加查乌帕齐拉是孟加拉国傑索爾縣的一个乌帕齐拉，位於庫爾納专区的傑索爾縣。。

## 人口
據1991年孟加拉國人口普查，吉卡爾加查共有戶數43,439戶，人口231370人。其中男性佔比51.24%，女性佔比48.76%；成年人口119,652人。該地7歲以上人口之平均識字率為27.9%，低於全國平均值（32.4%）。